# Le Voyage de monsieur Perrichon (film, 1943)
Pour les articles homonymes, voir Le Voyage de monsieur Perrichon (homonymie).
Pour plus de détails, voir Fiche technique et Distribution.
Le Voyage de monsieur Perrichon (Il viaggio del signor Perrichon) est une comédie italienne réalisée par Paolo Moffa et sortie en 1943.
Il s'agit d'une adaptation de la comédie en quatre actes Le Voyage de monsieur Perrichon d'Eugène Labiche et Édouard Martin représentée en 1860 au théâtre du Gymnase, à Paris.

## Fiche technique
- Titre italien original : Il viaggio del signor Perrichon[1]
- Titre français : Le Voyage de monsieur Perrichon
- Réalisateur : Paolo Moffa
- Scénario : Paolo Moffa, Guglielmo Santangelo, Steno
- Photographie : Franco Villa (it)
- Musique : Nico Fidenco
- Décors et costumes : Carlo Gentili
- Maquillage : Gennaro Visconti
- Production : Renzo Renzi, Otello Cocchi
- Société de production : Alleanza Cinematografica Italiana
- Pays de production :  Royaume d'Italie
- Langue originale : italien
- Format : Noir et blanc - Son mono
- Durée : 78 minutes
- Genre : Comédie
- Dates de sortie :
  - Royaume d'Italie (1861-1946) : 2 août 1943

## Distribution
- Antonio Gandusio : M. Perrichon
- Paola Borboni : Mme Perrichon
- Adriano Rimoldi : Daniele
- Roberto Bruni (it) : Armando
- Maria Montiglio : Enrichetta Perrichon
- Lamberto Picasso : Commandant Mathieu
- Giuseppe Porelli : Maggiorino
- Cesarina Gheraldi : Anita
- Mario Brizzolari :
- Armando Migliari :
- Giacomo Moschini :
- Astorre Pederzoli :
- Mario Siletti :